# Гелиофиты

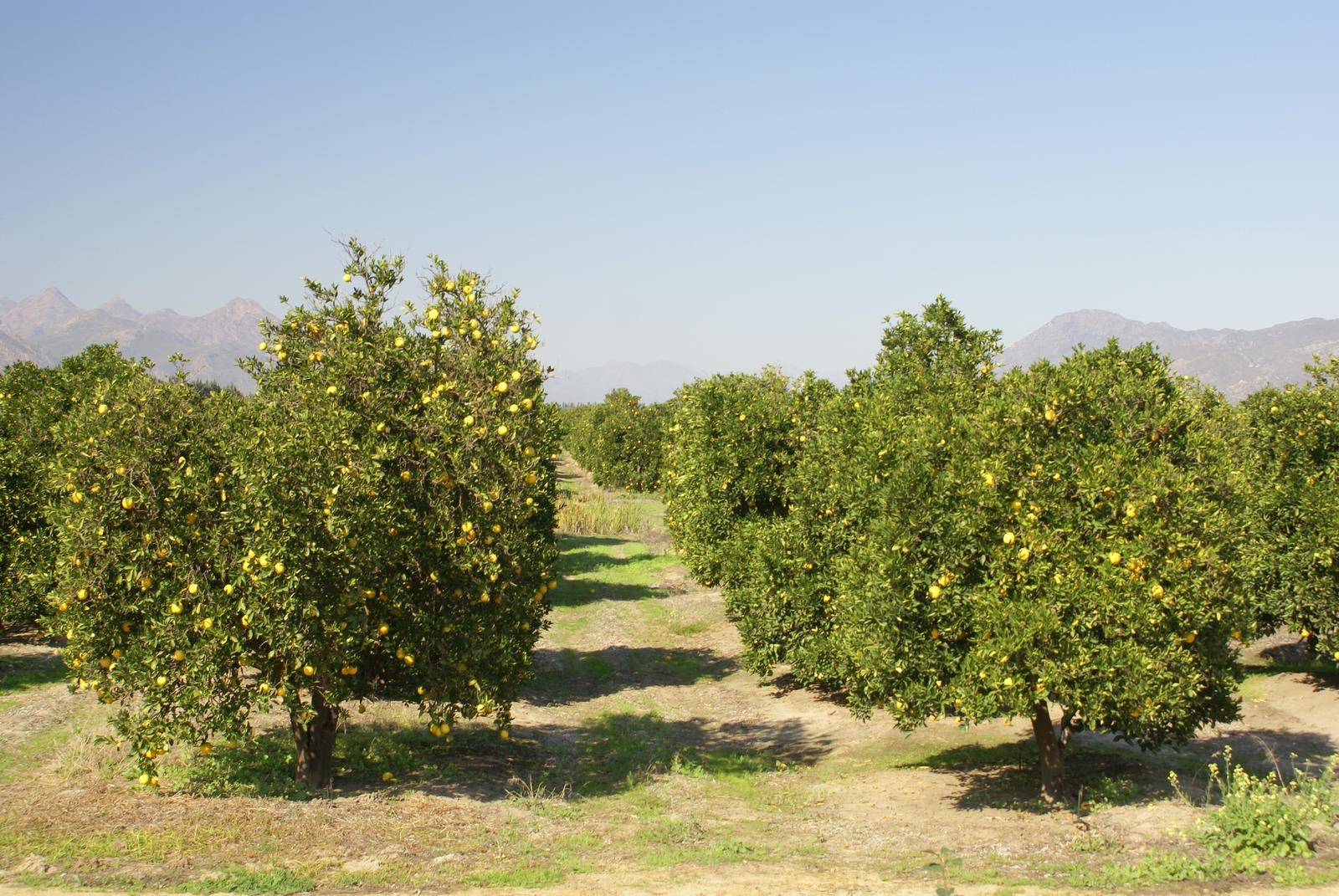
Цитрусовый сад в ЮАР

Светолюби́вые расте́ния, гелиофи́ты (от др.-греч. ἥλιος — солнце + φυτόν — растение) — растения, приспособленные к жизни на открытых, хорошо освещаемых солнцем местах, плохо переносящие длительное затенение (у них проявляются признаки угнетённости и задержка развития). Гелиофитам для нормальной жизнедеятельности важно интенсивное освещение — солнечное в естественных местообитаниях или искусственное в условиях оранжерей или теплиц.
К светолюбивым растениям относятся многие деревья (акация, лиственница, сосна, берёза), все водные растения, листья которых расположены над поверхностью воды (лотос, кувшинка), травянистые растения лугов и степей (многие злаки), большинство ксерофитов (кактусы), эфемеры полупустынь и пустынь. Среди сельскохозяйственных растений преобладают светолюбивые: плодовые деревья (апельсин, яблоня, кофейное дерево) и кустарники (виноград), а также хлопчатник, кукуруза, пшеница, рис, томат, сахарный тростник и др.
Взрослые гелиофиты, как правило, более светолюбивы, чем молодые экземпляры. Древесные или кустарниковые гелиофиты образуют обычно разреженные насаждения.

## Морфология
Приспособленность к интенсивному освещению обеспечивается особенностями морфологии и физиологии светолюбивых растений. У них обычно довольно толстые листья, нередко расположенные под большим углом к свету (иногда почти вертикально); лист блестящий (за счёт развитой кутикулы) или с опушением. У светолюбивых растений гораздо чаще (по сравнению с тенелюбивыми) встречается одревеснение побегов с образованием шипов, колючек. Характерно большое число устьиц, которые сосредоточены в основном на нижней стороне листа; многослойную палисадную паренхиму составляют мелкие клетки. По сравнению с тенелюбивыми растениями у гелиофитов значительно выше содержание хлоропластов в клетках листа — от 50 до 300 на клетку; суммарная поверхность хлоропластов листа в десятки раз превышает его площадь. За счёт этого обеспечивается высокая интенсивность фотосинтеза — отличительная черта гелиофитов. Другим морфологическим отличием от тенелюбивых растений является большее содержание хлорофилла на единицу площади и меньшее — на единицу массы листа.

## Светолюбивые растения в оранжерейных и комнатных условиях
Ещё со времени начала широкого распространения оранжерей в Европе в XVIII веке гелиофиты составляли основу ботанических коллекций, так как многие красивоцветущие растения — а именно они прежде всего привлекали внимание коллекционеров — светолюбивы. Выращивание тропических гелиофитов в условиях северных широт всегда представляло проблему: существенное сокращение светового дня и резкое падение освещённости в осенне-зимний период неблагоприятно отражалось на состоянии светолюбивых растений. В оранжереях Санкт-Петербургского ботанического сада освещённость в пасмурные дни декабря-января не превышает 600 лк. Некоторые особо чувствительные виды не зацветают впоследствии после такой зимовки и даже погибают в течение зимы.
Если регулировать необходимую влажность и поддерживать должный температурный режим в оранжереях научились достаточно быстро, то создавать нужную освещённость удалось только с развитием методов искусственной досветки во второй половине XX века. Искусственное освещение применялось в Главном ботаническом саду в Москве и Ленинградском ботаническом саду ещё в начале 1950-х годов, однако в силу неэкономичности ламп накаливания и их относительньно небольшой светоотдачи применение метода было ограниченным. Появление мощных люминесцентных и газоразрядных ламп позволило добиться цветения многих требовательных тропических гелиофитов в ботанических садах, расположенных в северных широтах. Так, в викторной (водной) оранжерее Санкт-Петербургского ботанического сада регулярно цветут и плодоносят весьма светолюбивые водные растения тропиков: например, лотос орехоносный, кувшинка голубая, кувшинка капская и др. Для достижения подобного результата растения приходится досвечивать в период интенсивной вегетации весной и в пасмурные дни в начале лета.
Светолюбивые растения в комнатных условиях культивировать довольно сложно в силу требовательности к освещённости. Подходящим местом для них будет только окно южной или юго-западной экспозиции, где достигается максимально возможная интенсивность освещения. Но тем не менее даже многие светолюбивые растения (кроме суккулентов) на южном окне нуждаются в притенке от полуденного палящего солнца для предотвращения солнечных ожогов. Объясняется это пониженной влажностью в человеческом жилище: при понижении влажности толерантность к солнечному свету у растений снижается. В осенне-зимний период светолюбивые растения нуждаются в досветке. Исключение составляют растения, пребывающие в это время в состоянии глубокого покоя (как, например, многие луковичные).

### Список светолюбивых комнатных растений
- Абутилон spp.
- Авокадо
- Агава spp.
- Агапантус spp.
- Адениум толстый
- Акация вооружённая
- Алламанда слабительная
- Алоэ spp.
- Амариллис красавица
- Ананас spp.
- Анигозантос желтоватый
- Архонтофеникс Каннингема
- Аскоцентрум spp.
- ×Аскоценда spp.
- Аспарагус spp.
- Ацидантера двуцветная
- Аэридес душистый
- Бабиана прямая
- Банан заострённый, банан вздутый, банан Кавендиша
- Банксия spp.
- Белопероне капельная
- Брандушка весенняя
- Брассавола spp.
- Брахея вооружённая
- Бродиэя рыхлая
- Бугенвиллия spp.
- Ванда spp.
- Вашингтония spp.
- Венерина мухоловка
- Габрантус мощный, габрантус Андерсона
- Гемантус ярко-красный
- Гедихиум садовый, гедихиум корончатый
- Гелиамфора spp.
- Геликония spp.
- Гибискус китайский
- Глориоза spp.
- Гранат обыкновенный
- Гревиллея spp.
- Дипладения Сандера
- Диоскорея слоновая
- Диоон съедобный
- Дурман spp.
- Жасмин spp.
- Зантедескияspp.
- Зефирантес spp.
- Иохрома синяя, иохрома ярко-красная
- Иксиолирион Палласа
- Иксора ярко-красная
- Кактусы
- Каллиандра красноголовая
- Каллистемон лимонный
- Канна spp.
- Кассия spp.
- Катарантус розовый
- Клиантус spp.
- Колеус spp.
- Кокосовая пальма
- Костус прекрасный
- Кринум Пауэлла
- Кумкват spp.
- Куфея огненно-красная, куфея синяя
- Лашеналия алоэвидная
- Лантана камара
- Левкоспермум spp.
- Лелия spp.
- Леонотис львиный
- Литопс spp.
- Мальвавискус древовидный
- Масдеваллия ярко-красная, масдеваллия огненно-красная
- Мединилла великолепная
- Микания тройчатая
- Мимоза стыдливая
- Молочай spp.
- Морея spp.
- Неорегелия Каролины, неорегелия красивая
- Нерина извилистая, нерина гернсийская, нерина Боудена
- Нолина отогнутая
- Олеандр обыкновенный
- Пандорея жасминовидная
- Паслён spp.
- Пахиподиум spp.
- Пахира водяная
- Пеларгония гибридная
- Пиростегия красивая
- Плюмерия spp.
- Протея spp.
- Птицемлечник пирамидальный
- Равенала мадагаскарская
- Радермахера китайская
- Ракитник кистевидный
- Родохитон тёмно-кровавый
- Роза spp.
- Ромулея брандушка
- Русселия хвощевидная
- Саговник поникающий
- Сандерсония оранжевая
- Санхезия прекрасная
- Саррацения spp.
- Свинчатка ушковидная
- Сеткреазия пурпурная
- Скадоксус многоцветковый
- Спараксис трёхцветный
- Спатоглоттис складывающийся
- Спрекелия красивейшая
- Стрелиция spp.
- Стрептосолен Джемсона
- Схизантус перистый
- Схизолистис ярко-красный
- Теветия перуанская, теветия Джекотля
- Тигридия павония
- Толстянка spp.
- Трахикарпус Форчунв
- Тунбергия spp.
- Уотсония пирамидальная
- Фаукария spp.
- Федрантус трубчатый
- Фикус бенгальский, фикус лировидный
- Финиковая пальма spp.
- Хамеропс приземистый
- Хлидантус душистый
- Хризалидокарпус желтоватый
- Хризантема — разнообразные гибриды и сорта
- Цезальпиния spp.
- Цеструм изящный, цеструм ночной
- Цимбидиум spp.
- Циперус spp.
- Цитрус spp.
- Шлемник коста-риканский
- Эвкомис хохлатый, эвкомис двуцветный
- Эониум spp.
- Эритрина петушиный гребень
- Эхеверия spp.
- Юкка spp.